# 토니 베르토렐리
토니 베르토렐리(이탈리아어: Toni Bertorelli, 1948년 3월 18일 ~ 2017년 5월 26일)는 이탈리아의 배우이다.
로마에서 사망하였다. 사인은 췌장암이다.

## 방송
- 영 포프

## 영화
- 라틴 러버 (2015년)
- 행복한 소년 (2011년)
- 실크 (2007년)
- 검은 태양 (2007년)
- 악어 (2006년)
- 범죄 소설 (2005년)
- 위대한 질문 (2004년) - 본인 역
- 패션 오브 크라이스트 (2004년)
- 내 어머니의 미소 (2002년)
- 더 워 이즈 오버 (2002년)
- 종교의 시간 (2002년)
- 내 눈 속의 빛 (2001년)
- 아들의 방 (2001년)
- 홈부르크의 왕자 (1997년) - 엘렉터 역
- 엘비스와 마릴린 (1997년)